# August Borms
August Borms (Sint-Niklaas, 14 aprile 1878 – Etterbeek, 12 aprile 1946) è stato un politico belga, attivo durante la prima metà del XX secolo e appartenente all'estrema destra del movimento fiammingo.
Borms collaborò con la Germania durante sia la Prima sia la seconda guerra mondiale e fu condannato a morte alla fine di ciascuno dei due conflitti. Non fu però giustiziato fino al 1946, dato che la prima volta la sentenza fu annullata.

## Biografia

### Prima guerra mondiale
Borms fu una figura di primo piano ad Anversa e lavorò come insegnante presso il Liceo Reale della città. Fu membro della delegazione Fiamminga a Berlino nel 1917, mirata a collaborare con i tedeschi, e fu importante nella fondazione del Raad van Vlaanderen, un'assemblea provvisoria che ratificò la collaborazione con la Germania e chiese a quest'ultima di sovrintendere alla separazione degli apparati di governo Fiamminghi da quelli del Belgio. Nel 1918 tale assemblea dichiarò l'indipendenza delle Fiandre con Borms a capo del nuovo governo. Sebbene abbia collaborato strettamente con la Germania, Borms non era a favore dell'unificazione a quest'ultima e insisteva la sua collaborazione con i tedeschi era unicamente motivata dal facilitare la piena indipendenza delle Fiandre, che sarebbero state comunque alleate alla Germania.

### Tra le due guerre
Borms fu inizialmente condannato a morte per la sua collaborazione con i tedeschi. Dopo l'intervento di un sacerdote che svolgeva il proprio ministero presso il Ministero degli Esteri tedesco, il nunzio pontificio Eugenio Pacelli intervenne in difesa di Borms, scrivendo una lettera alle autorità belghe nella quale rappresentò il leader fiammingo come un idealista e argomentò che le visite frequenti in Germania durante la guerra erano dirette a visitare dei prigionieri fiamminghi, e non a discutere le possibilità di collaborazione con i tedeschi. Aggiunse inoltre che Borms era un fedele cattolico romano che non aveva mai attaccato la Chiesa, cosa che avrebbe dovuto essere presa in considerazione in un paese dichiaratamente cattolico come il Belgio. Come risultato di questa e di altre campagne in sua difesa, Borms fu condannato all'ergastolo e non giustiziato.
Nonostante fosse detenuto, Borms continuò ad essere attivo nella politica fiamminga e fu fondamentale per la fondazione del Frontpartij. Insieme al suo stretto collaboratore Cyriel Verschaeve fu il leader di questo gruppo, che considerava la collaborazione con la Germania come il miglior modo di supportare le ambizioni Fiamminghe. Nel 1926 Borms ricevette un'offerta di scarcerazione prima dei termini, ma egli la rifiutò, dato che implicava la rinunci a qualsiasi attività politica e invece promosse una campagna per l'amnistia generale per gli attivisti nazionalisti che si trovavano in prigione come lui.
Dalla sua cella Borms vinse le elezioni ad Anversa, sconfiggendo il candidato del Partito Liberale Belga in una votazione che vide anche la sconfitta del Partito cattolico e di quello Laburista. Il margine della sua vittoria nelle elezioni causò dei sommovimenti, dato che vinse per 83.053 voti contro i 44.410 per il liberale Paul Baelde e le 58.052 schede bianche (che erano il risultato dell'indicazione in tal senso del partito Cattolico e di quello Laburista). Baelde entrò in carica comunque, dato che il fatto che Borms fosse prigioniero gli impediva di accedere a cariche parlamentari. Nonostante ciò, sulla base di questo risultato, il Frontpartij guadagnò sensibilmente posizioni nelle elezioni generali belghe del 1929.

### Seconda guerra mondiale
Borms fu ancora una volta coinvolto in pratiche collaborazioniste durante l'occupazione tedesca dei Paesi Bassi. Il governatore militare nazista Alexander von Falkenhausen mise in piedi un "Comitato per le riparazioni" per investigare riguardo alle supposte atrocità compiute dalle autorità belghe verso i collaborazionisti durante la Prima guerra mondiale e distribuì dei compensi a questi ultimi. Falkenhausen nominò Borms a capo di tale comitato e, dopo quattordici mesi di indagini, il comitato distribuì circa sei milioni di franchi alle "vittime", compresa una forte somma a Borms stesso.
Dopo la guerra, Borms fu nuovamente condannato a morte per collaborazionismo e questa volta la pena non gli fu commutata. Fu fucilato nel 1946.